# Registrske tablice Litve
Registrske tablice Litve so bele barve s črnimi znaki in črno obrobo. Oznako sestavljajo tri črke in tri števke. V modrem polju z mednarodno avtomobilsko oznako države (LT) je na starejših tablicah upodobljena državna zastava, na tablicah, izdanih po letu 2004, pa evropska zastava. Od oktobra 2023 se izdelujejo tablice, ki na levi strani vsebujejo še litovski grb.
V sredini (ali v nekaterih primerih na levi strani) imajo starejše tablice okrogli mesti, namenjeni varnostnemu hologramu in nalepki tehničnega pregleda.

## Zgodovina
Na registrskih tablicah Sovjetske zveze se je republika razpoznala po črkovni kodi na koncu registrske oznake. Litvo so označevale kode ЛИ (LI), ЛК (LK) in ЛЛ (LL).
Tablice v današnji obliki se izdajajo od februarja 1992. Po vstopu Litve v Evropsko unijo leta 2004 je litovsko zastavico v zgornjem delu modrega polja zamenjalo dvanajst evropskih zvezdic, skupnih vsem državam članicam.
Leta 2018 so se prenehale uporabljati nalepke z datumom tehničnega pregleda in z varnostnim hologramom, namesto katerega se je uvedel vdelan ponavljajoč se varnostni element. Prostor, ki se je sprostil z ukinitvijo nalepk, se je litovski parlament pozneje odločil zapolniti z dodatkom državnega grba. Takšne tablice je ob doplačilu možno kupiti od 1. oktobra 2023, standardne pa so postale po izpraznitvi zaloge starih tablic.

## Oznake okrožij
Na tablicah, izdanih do leta 2004, srednja izmed treh črk označuje okrožje, v katerem je bilo vozilo prvič registrirano (na primer, vozilo z registrsko oznako AVA 123 je bilo registrirano v Vilni).
- A – Alytuško okrožje
- J – Telšiajsko okrožje
- K – Kaunaško okrožje
- L – Klaipedsko okrožje
- M – Marijampolsko okrožje
- P – Panevežijsko okrožje
- S – Šiauliajsko okrožje
- T – Tauraško okrožje
- U – Utensko okrožje
- V – Vilensko okrožje

Od leta 2004 kraj registracije na tablici ni označen, uporabljajo pa se naključne kombinacije črk.

## Posebne tablice
Registrske oznake priklopnikov in polpriklopnikov vsebujejo dve črki in tri števke. Registrske oznake motornih koles imajo tri števke, ki jim sledita dve črki, mopedov pa dve števki, ki jima sledijo tri črke. Tablice »zmogljivih štirikolesnikov« vsebujejo dve števki in dve črki.
Tablice po naročilu lahko vsebujejo od enega do šest znakov, med katerimi mora biti vsaj ena števka.
Registrske oznake električnih vozil so sestavljene iz dveh črk, od katerih je prva črka E, in štirimestne številke.
Registrske tablice taksijev so bele barve (do leta 2018 rumene), sestavljene iz črke T in petmestne številke.
Tablice starodobnikov so bele barve (do leta 2018 rjave), sestavljene iz črke H in petmestne številke.
Diplomatske tablice imajo belo registrsko oznako na zeleni podlagi, nimajo modrega pasu z oznako države ali državnega grba. Sestavljene so iz treh številk: prva dvomestna številka označuje državo predstavništva ali mednarodno organizacijo; druga, enomestna, označuje rang predstavnika diplomatske delegacije (od 1, ki pomeni vodjo predstavništva, do 4, ki pomeni administrativno ali tehnično osebje brez diplomatskega statusa). Trimestna številka je serijska.
Začasne tablice nosijo rdečo registrsko oznako na beli podlagi in se začenjajo s črko P. Do leta 2018 sta zadnji dve števki označevali leto veljavnosti, od leta 2018 pa veljavnost teh tablic ni več omejena. Začasne tablice vozil za izvoz vsebujejo štiri števke in dve črki.
Tablice kmetijskih strojev nosijo zeleno registrsko oznako na beli podlagi.
Tablice vojaških vozil so črne barve in vsebujejo litovsko zastavo.
Za primer, ko zadnjo registrsko tablico avtomobila prekriva nosilec za kolesa, je moč naročiti ponovljeno registrsko tablico, na kateri je na levi strani izrisano stilizirano kolo.